# Maldà (ort)
Maldà är en ort i Spanien.   Den ligger i provinsen Província de Lleida och regionen Katalonien, i den östra delen av landet, 400 km öster om huvudstaden Madrid. Maldà ligger 378 meter över havet och antalet invånare är 296.
Terrängen runt Maldà är platt åt nordväst, men åt sydost är den kuperad. Runt Maldà är det glesbefolkat, med 17 invånare per kvadratkilometer. Närmaste större samhälle är Tàrrega, 13,9 km nordost om Maldà. Trakten runt Maldà består till största delen av jordbruksmark.